# جاك ديمي
جاك ديمى (بالفرنسية: Jacques Demy)‏ هو كاتب سيناريو ومنتج أفلام ومخرج وشاعر وممثل فرنسي، ولد في 5 يونيو 1931 في فرنسا، وتوفي في 27 أكتوبر 1990 في باريس في فرنسا. من الجوائز التي نالها السعفة الذهبية سنة 1964 وجائزة لويس ديلوك ‏ سنة 1963.

## جوائز وترشيحات
جوائز
- السعفة الذهبية، عن عمل: مظلات شربورغ (1964)
- جائزة لويس ديلوك [الإنجليزية]‏، عن عمل: مظلات شربورغ (1963)

ترشيحات
- جائزة الأوسكار لأفضل كتابة، عن عمل: مظلات شربورغ
- جائزة الأوسكار لأفضل موسيقى تصويرية، عن عمل: مظلات شربورغ
- جائزة البافتا لأفضل فيلم (1963)
- جائزة سيزار لأفضل فيلم (1983)
- جائزة سيزار لأفضل مخرج (1983)
- جائزة غرامي لأغنية العام (1965)
- جائزة الأوسكار لأفضل نتيجة موسيقي أصلية [الإنجليزية]‏، عن عمل: شابات روشفورت
- جائزة منصة الدراما عن فئة المسرحية الموسيقية المبهرة [الإنجليزية]‏ (1979)

## وصلات خارجية
- جاك ديمي على موقع IMDb (الإنجليزية)
- جاك ديمي على موقع الموسوعة البريطانية (الإنجليزية)
- جاك ديمي على موقع روتن توميتوز (الإنجليزية)
- جاك ديمي على موقع ألو سيني (الفرنسية)
- جاك ديمي على موقع ميوزك برينز (الإنجليزية)
- جاك ديمي على موقع تيرنر كلاسيك موفيز (الإنجليزية)
- جاك ديمي على موقع أول موفي (الإنجليزية)
- جاك ديمي على موقع قاعدة بيانات الأفلام السويدية (السويدية)
- جاك ديمي على موقع إن إن دي بي (الإنجليزية)
- جاك ديمي على موقع قاعدة بيانات الفيلم (الإنجليزية)